# رافائيل دياز
رافائيل دياز هو لاعب هوكي الجليد سويسري، ولد في 9 يناير 1986 في بار في سويسرا.

## وصلات خارجية
- رافائيل دياز على موقع دوري الهوكي الوطني (الإنجليزية)
- رافائيل دياز على موقع EliteProspects.com (الإنجليزية)
- رافائيل دياز على موقع Eurohockey.com (الإنجليزية)
- رافائيل دياز على موقع HockeyDB.com (الإنجليزية)
- رافائيل دياز على موقع Hockey-Reference.com (الإنجليزية)
- رافائيل دياز على موقع أوليمبيديا (الإنجليزية)